# Кадыйский уезд

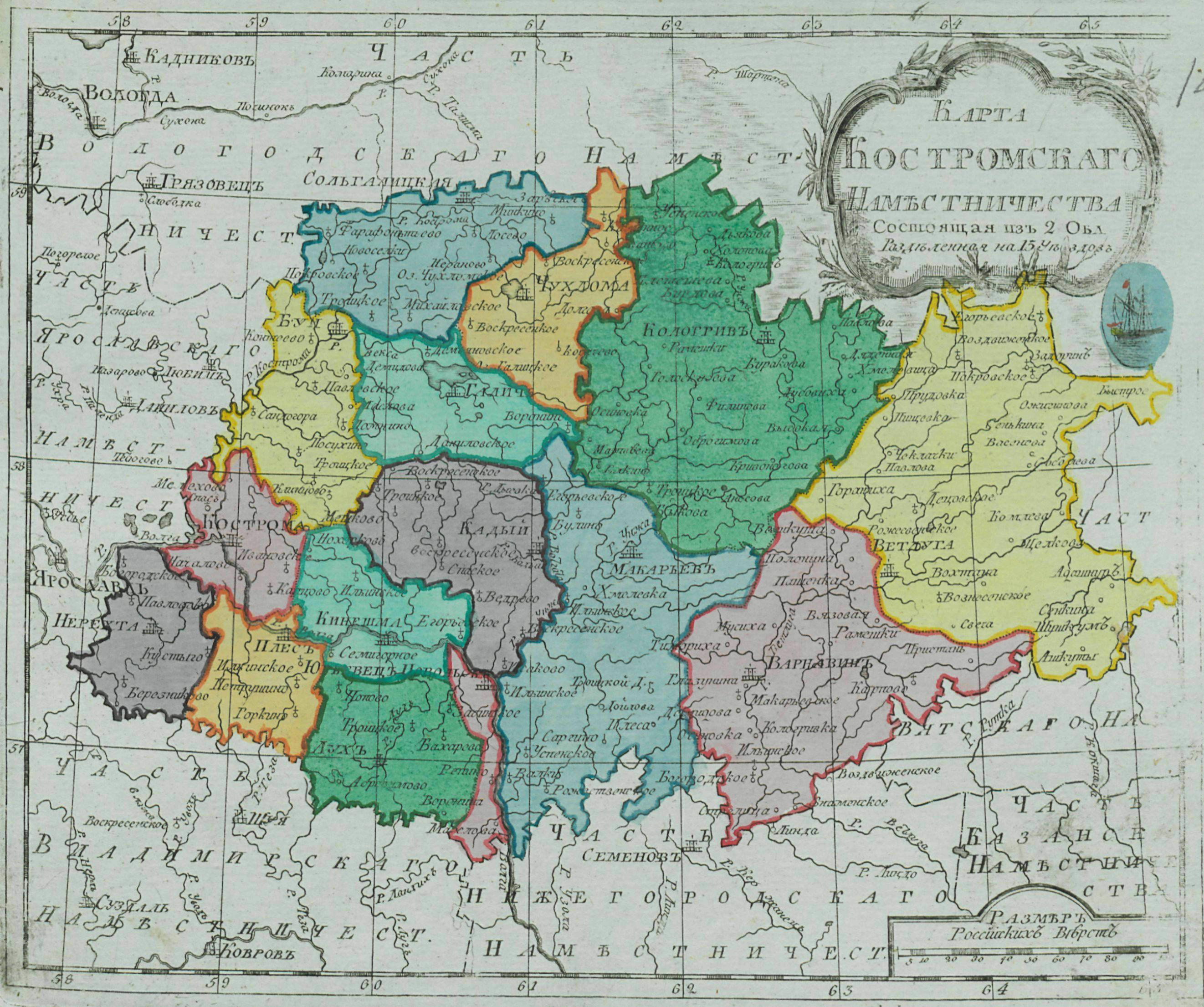
Кадыйский уезд на карте Костромского наместничества, 1792 год

Кадыйский уезд — административно-территориальная единица Российской империи с центром в городе Кадые, существовавшая в 1778—1796 годах.
Кадыйский уезд был образован указом от 5 сентября 1778 года в составе Костромской области Костромского наместничества.
31 декабря 1796 года Костромское наместничество было преобразовано в Костромскую губернию, а Кадыйский уезд был упразднён. При этом его территория была разделена между Галичским, Кинешемским и Макарьевским уездами.